# Beauchamp (Francia)
 Beauchamp  es una población y comuna francesa, en la región de Isla de Francia, departamento de Valle del Oise, en el distrito de Pontoise. Es el chef-lieu y la mayor población del cantón de su nombre.

## Demografía
| 5662 | 6324 | 7798 | 8319 | 8934 | 8986 |
| Para los censos de 1962 a 1999 la población legal corresponde a la población sin duplicidades (Fuente: INSEE [Consultar]) |      |      |      |      |      |